# Liste des light novels de Sword Art Online
Cet article est un complément de l'article Sword Art Online. Il présente la liste des volumes de la série de light novels Sword Art Online, ainsi que ceux des séries dérivées. La version française de l'œuvre principale est publiée dans le sens de lecture occidental et dans un format double.

## Volumes reliés

### Sword Art Online
| no | Japonais                                   | Japonais         | Japonais          | Français                                   | Français          | Français          |
| no | Titre                                      | Date de sortie   | ISBN              | Titre                                      | Date de sortie    | ISBN              |
| --- | ------------------------------------------ | ---------------- | ----------------- | ------------------------------------------ | ----------------- | ----------------- |
| 1 | Sword Art Online 1: Aincrad                | 10 avril 2009    | 978-4-04-867760-8 | Sword Art Online 001 Aincrad               | 12 mars 2015      | 978-2-37302-000-7 |
| 1 | Sword Art Online 2: Aincrad                | 10 août 2009     | 978-4-04-867935-0 | Sword Art Online 001 Aincrad               | 12 mars 2015      | 978-2-37302-000-7 |
| Liste des chapitres : Tome 1 - Première partie - Chapitre premier à chapitre 25 Tome 2 - Deuxième partie - L'Épéiste noir - Chapitre premier à chapitre 3 - La température du cœur - Chapitre premier à chapitre 4 - La jeune fille des brumes matinales - Chapitre premier à chapitre 4 - Le Renne au nez rouge - Chapitre premier à chapitre 4 |                                            |                  |                   |                                            |                   |                   |
| 2 | Sword Art Online 3: Fairy Dance            | 10 décembre 2009 | 978-4-04-868193-3 | Sword Art Online 002 Fairy Dance           | 2 juillet 2015    | 978-2-37302-005-2 |
| 2 | Sword Art Online 4: Fairy Dance            | 10 avril 2010    | 978-4-04-868452-1 | Sword Art Online 002 Fairy Dance           | 2 juillet 2015    | 978-2-37302-005-2 |
| Liste des chapitres : Tome 3 - Première partie - Chapitre premier à chapitre 4 Tome 4 - Deuxième partie - Chapitre 5 à 9 |                                            |                  |                   |                                            |                   |                   |
| 3 | Sword Art Online 5: Phantom Bullet         | 10 août 2010     | 978-4-04-868763-8 | Sword Art Online 003 Phantom Bullet        | 25 février 2016   | 978-2-37302-007-6 |
| 3 | Sword Art Online 6: Phantom Bullet         | 10 décembre 2010 | 978-4-04-870132-7 | Sword Art Online 003 Phantom Bullet        | 25 février 2016   | 978-2-37302-007-6 |
| Liste des chapitres : Tome 5 - Première partie - Chapitre premier à chapitre 7 Tome 6 - Deuxième partie - Chapitre 8 à 17 |                                            |                  |                   |                                            |                   |                   |
| 4 | Sword Art Online 7: Mother's Rosario       | 10 avril 2011    | 978-4-04-870431-1 | Sword Art Online 004 Mother's Rosario      | 30 juin 2016      | 978-2-37302-011-3 |
| 4 | Sword Art Online 8: Early and Late         | 10 août 2011     | 978-4-04-870733-6 | Sword Art Online 004 Mother's Rosario      | 30 juin 2016      | 978-2-37302-011-3 |
| Liste des chapitres : Tome 7 - Mother's Rosario - - Chapitre premier à chapitre 12 Tome 8 - Early and Late - Incident à l'intérieur de la zone de Prévention des Crimes - Chapitre premier à chapitre 12 - CALIBUR - Chapitre premier à chapitre 6 - Le jour où tout a commencé |                                            |                  |                   |                                            |                   |                   |
| 5 | Sword Art Online 9: Alicization Beginning  | 10 février 2012  | 978-4-04-886271-4 | Sword Art Online 005 Alicization Beginning | 23 février 2017   | 978-2-37302-022-9 |
| 5 | Sword Art Online 10: Alicization Running   | 10 juillet 2012  | 978-4-04-886697-2 | Sword Art Online 005 Alicization Beginning | 23 février 2017   | 978-2-37302-022-9 |
| Liste des chapitres : Tome 9 - Alicization Begining - Prologue I - Chapitre premier à chapitre 4 - Prologue II - Chapitre premier à chapitre 3 - Interlude I - Première partie - Underworld - Chapitre premier à chapitre 6 Tome 10 - Alicization Running - Deuxième partie - Projet Alicization - Chapitre premier à chapitre 3 - Troisième partie - Académie d'Escrime de Zakkaria - Chapitre premier à chapitre 4 - Quatrième partie - Académie Impériale d'Escrime - Chapitre premier à chapitre 6 - Interlude II                                                |                                            |                  |                   |                                            |                   |                   |
| 6 | Sword Art Online 11: Alicization Turning   | 10 décembre 2012 | 978-4-04-891157-3 | Sword Art Online 006 Alicization Turning   | 21 septembre 2017 | 978-2-37302-043-4 |
| 6 | Sword Art Online 12: Alicization Rising    | 10 avril 2013    | 978-4-04-891529-8 | Sword Art Online 006 Alicization Turning   | 21 septembre 2017 | 978-2-37302-043-4 |
| Liste des chapitres : Tome 11 - Alicization Turning - Cinquième partie - Un sceau à l’œil droit - Chapitre premier à chapitre 5 - Interlude III - Sixième partie - Le chevalier et ses prisonniers - Chapitre premier à chapitre 3 Tome 12 - Alicization Rising - Septième partie - Les deux administrateurs - Chapitre premier à chapitre 2 - Huitième partie - Cathédrale Centrale - Chapitre premier à chapitre 3 |                                            |                  |                   |                                            |                   |                   |
| 7 | Sword Art Online 13: Alicization Dividing  | 10 août 2013     | 978-4-04-891757-5 | Sword Art Online 007 Alicization Dividing  | 24 mai 2018       | 978-2-3730-2049-6 |
| 7 | Sword Art Online 14: Alicization Uniting   | 10 avril 2014    | 978-4-04-866505-6 | Sword Art Online 007 Alicization Dividing  | 24 mai 2018       | 978-2-3730-2049-6 |
| Liste des chapitres : Tome 13 - Alicization Dividing - Interlude IV - Neuvième Partie - Le Chevalier Intègre Alice - Chapitre premier - Dixième Partie - Bercouli, commandant en chef des Chevaliers - Chapitre premier - Onzième Partie - Le secret du Sénat - Chapitre premier à chapitre 4 Tome 14 - Alicization Uniting - Prologue - Douzième Partie - L’archevêque Administrator - Chapitre premier à chapitre 2 - Treizième Partie - La Confrontation - Chapitre premier à chapitre 7                                                                          |                                            |                  |                   |                                            |                   |                   |
| 8 | Sword Art Online 15: Alicization Invading  | 9 août 2014      | 978-4-04-866775-3 | Sword Art Online 008 Alicization Invading  | 31 janvier 2019   | 978-2-3730-2061-8 |
| 8 | Sword Art Online 16: Alicization Exploding | 8 août 2015      | 978-4-04-865307-7 | Sword Art Online 008 Alicization Invading  | 31 janvier 2019   | 978-2-3730-2061-8 |
| Liste des chapitres : Tome 15 - Alicization Invading - Quatorzième partie - Subtilizer, le dérobeur d'âme - Chapitre premier à chapitre 2 - Quinzième partie - Terres du Nord - Chapitre premier à chapitre 3 - Seizième Partie - Attaque de l'Ocean Turtle - Chapitre premier à chapitre 3 - Dix-septième partie - Dark Territoty - Chapitre premier à chapitre 8 Tome 16 - Alicization Exploding - Dix-huitième partie - La Guerre de l'Underworld - Chapitre premier à chapitre 4 - Dix-neuvième partie - La prêtresse de lumière - Chapitre premier à chapitre 7 |                                            |                  |                   |                                            |                   |                   |
| 9 | Sword Art Online 17: Alicization Awakening | 9 avril 2016     | 978-4-04-865883-6 | Sword Art Online 009 Alicization Lasting   | 4 juin 2020       | 978-2-3730-2075-5 |
| 9 | Sword Art Online 18: Alicization Lasting   | 10 août 2016     | 978-4-04-892250-0 | Sword Art Online 009 Alicization Lasting   | 4 juin 2020       | 978-2-3730-2075-5 |
| Liste des chapitres : Tome 17 - Alicization Awakening - Vingtième partie - Les différentes batailles - Chapitre premier à chapitre 5 - Vingt-et-unième partie - Le réveil - Chapitre premier à chapitre 5 Tome 18 - Alicization Lasting - Vingt-et-unième partie - Le réveil (suite) - Chapitre 6 à chapitre 8 - Vingt-deuxième partie - L'ultime Bataille - Chapitre premier à chapitre 2 - Vingt-troisième partie - Le retour - Chapitre premier à chapitre 3 - Epilogue - Chapitre premier à chapitre 8 - Prologue III                                            |                                            |                  |                   |                                            |                   |                   |
| 10 | Sword Art Online 19: Moon Cradle           | 10 février 2017  | 978-4-04-892668-3 | Sword Art Online 010 Moon Cradle           | 11 juillet 2024   | 978-2-3730-2105-9 |
| 10 | Sword Art Online 20: Moon Cradle           | 8 septembre 2017 | 978-4-04-893283-7 | Sword Art Online 010 Moon Cradle           | 11 juillet 2024   | 978-2-3730-2105-9 |
| Liste des chapitres : Tome 19 - Première partie - Prologue - Chapitre premier à chapitre 10 Tome 20 - Deuxième partie - Prologue - Chapitre premier à chapitre 10 |                                            |                  |                   |                                            |                   |                   |
| 11 | Sword Art Online 21: Unital Ring I         | 7 décembre 2018  | 978-4-04-912211-4 | Sword Art Online 011 Unital Ring I         | 28 février 2025   | 978-2-3730-2121-9 |
| 11 | Sword Art Online 22: Kiss and Fly          | 10 octobre 2019  | 978-4-04-912675-4 | Sword Art Online 011 Unital Ring I         | 28 février 2025   | 978-2-3730-2121-9 |
| Liste des chapitres : Tome 21 - Unital Ring I - Prologue - Chapitre premier à chapitre 9 Tome 22 - Kiss and Fly - Le Jour d'avant - Chapitre premier à chapitre 7 - Le Jour d'après - Chapitre premier à chapitre 4 - Le Pont de l'Arc-en-ciel - Chapitre premier à chapitre 5 - Le Vœux des Deux Sœurs - Chapitre premier à chapitre 8 |                                            |                  |                   |                                            |                   |                   |
| 12 | Sword Art Online 23: Unital Ring II        | 10 décembre 2019 | 978-4-04-912891-8 | Sword Art Online 012 Unital Ring II        | 27 juin 2025      | 978-2-3730-2124-0 |
| 12 | Sword Art Online 24: Unital Ring III       | 9 mai 2020       | 978-4-04-913155-0 | Sword Art Online 012 Unital Ring II        | 27 juin 2025      | 978-2-3730-2124-0 |
| Liste des chapitres : Tome 23 - Unital Ring II - Chapitre premier à chapitre 10 Tome 24 - Unital Ring III - Chapitre premier à chapitre 10 |                                            |                  |                   |                                            |                   |                   |
| 13 | Sword Art Online 25: Unital Ring IV        | 10 décembre 2020 | 978-4-04-913531-2 | Sword Art Online 013 Unital Ring III       | -                 | 978-2-3730-2127-1 |
| 13 | Sword Art Online 26: Unital Ring V         | 8 octobre 2021   | 978-4-04-914035-4 | Sword Art Online 013 Unital Ring III       | -                 | 978-2-3730-2127-1 |
| 14 | Sword Art Online 27: Unital Ring VI        | 7 octobre 2022   | 978-4-04-914622-6 | Sword Art Online 014 Unital Ring IV        | -                 | -                 |
| 14 | Sword Art Online 28: Unital Ring VII       | 7 juin 2024      | 978-4-04-915556-3 | Sword Art Online 014 Unital Ring IV        | -                 | -                 |

### Sword Art Online Progressive
| no | Japonais         | Japonais          | Français         | Français          |
| no | Date de sortie   | ISBN              | Date de sortie   | ISBN              |
| --- | ---------------- | ----------------- | ---------------- | ----------------- |
| 1 | 10 octobre 2012  | 978-4-04-886977-5 | 21 novembre 2019 | 978-2-37302-070-0 |
| Liste des chapitres : Aria d'une nuit sans étoiles - Chapitre premier à chapitre 15 Interlude - Pourquoi porte-t-elle des moustaches ? Rondo d'une épée fugace - Chapitre premier à chapitre 14 |                  |                   |                  |                   |
| 2 | 10 décembre 2013 | 978-4-04-866163-8 | 29 octobre 2020  | 978-2-37302-077-9 |
| Liste des chapitres : Concerto de noir et de blanc - Chapitre premier à chapitre 10 |                  |                   |                  |                   |
| 3 | 10 décembre 2014 | 978-4-04-869096-6 | 26 août 2021     | 978-2-37302-084-7 |
| Liste des chapitres : Barcarolle de l'écume - Chapitre premier à chapitre 9 |                  |                   |                  |                   |
| 4 | 10 décembre 2015 | 978-4-04-865566-8 | 27 octobre 2022  | 978-2-37302-102-8 |
| Liste des chapitres : Scherzo d'un crépuscule sombre - Chapitre premier à chapitre 12 |                  |                   |                  |                   |
| 5 | 10 février 2018  | 978-4-04-892222-7 | 27 juin 2024     | 978-2-37302-108-0 |
| Liste des chapitres : Canon de la Règle d'or - Première partie - Chapitre premier à chapitre 5                                                                                                  |                  |                   |                  |                   |
| 6 | 10 mai 2018      | 978-4-04-893797-9 | 28 février 2025  | 978-2-37302-117-2 |
| Liste des chapitres : Canon de la Règle d'or - Seconde partie - Chapitre 6 à chapitre 15 |                  |                   |                  |                   |
| 7 | 10 mars 2021     | 978-4-04-913677-7 | 11 juillet 2025  | 978-2-37302-128-8 |
| Liste des chapitres : Rhapsodie d'un rouge ardent - Première partie - Chapitre premier à chapitre 13                                                                                            |                  |                   |                  |                   |
| 8 | 10 juin 2021     | 978-4-04-913818-4 |                  |                   |
| 9 | 7 mars 2025      | 978-4-04-916182-3 |                  |                   |

### Sword Art Online Alternative: Gun Gale Online
| no | Japonais         | Japonais          |
| no | Date de sortie   | ISBN              |
| -- | ---------------- | ----------------- |
| 1  | 10 décembre 2014 | 978-4-04-869094-2 |
| 2  | 10 mars 2015     | 978-4-04-869095-9 |
| 3  | 10 juin 2015     | 978-4-04-865190-5 |
| 4  | 10 mars 2016     | 978-4-04-865818-8 |
| 5  | 9 juillet 2016   | 978-4-04-892110-7 |
| 6  | 10 mars 2017     | 978-4-04-892745-1 |
| 7  | 9 juin 2018      | 978-4-04-893789-4 |
| 8  | 10 août 2018     | 978-4-04-893878-5 |
| 9  | 7 décembre 2018  | 978-4-04-912093-6 |
| 10 | 10 avril 2020    | 978-4-04-913132-1 |
| 11 | 10 novembre 2021 | 978-4-04-913940-2 |
| 12 | 10 février 2022  | 978-4-04-914142-9 |
| 13 | 10 mars 2023     | 978-4-04-914143-6 |
| 14 | 10 octobre 2024  | 978-4-04-915907-3 |

### Sword Art Online Alternative: Clover's Regret
| no | Japonais         | Japonais          |
| no | Date de sortie   | ISBN              |
| -- | ---------------- | ----------------- |
| 1  | 10 novembre 2016 | 978-4-04-892487-0 |
| 2  | 10 janvier 2018  | 978-4-04-893594-4 |
| 3  | 10 août 2018     | 978-4-04-893971-3 |

### Sword Art Online Alternative: Gourmet Seekers
| no | Japonais         | Japonais          |
| no | Date de sortie   | ISBN              |
| -- | ---------------- | ----------------- |
| 1  | 17 novembre 2023 | 978-4-04-915210-4 |
| 2  | 17 octobre 2024  | 978-4-04-915828-1 |

### Sword Art Online Alternative: Mystery Labyrinth
| no | Japonais        | Japonais          |
| no | Date de sortie  | ISBN              |
| -- | --------------- | ----------------- |
| 1  | 8 décembre 2023 | 978-4-04-915278-4 |

### Anthologies
| no | Japonais         | Japonais          |
| no | Date de sortie   | ISBN              |
| -- | ---------------- | ----------------- |
| 1  | 10 novembre 2023 | 978-4-04-915348-4 |

### Édition japonaise
Sword Art Online
1. 1 2   (ja) Tome 1
2. 1 2   (ja) Tome 2
3. 1 2   (ja) Tome 3
4. 1 2   (ja) Tome 4
5. 1 2   (ja) Tome 5
6. 1 2   (ja) Tome 6
7. 1 2   (ja) Tome 7
8. 1 2   (ja) Tome 8
9. 1 2   (ja) Tome 9
10. 1 2   (ja) Tome 10
11. 1 2   (ja) Tome 11
12. 1 2   (ja) Tome 12
13. 1 2   (ja) Tome 13
14. 1 2   (ja) Tome 14
15. 1 2   (ja) Tome 15
16. 1 2   (ja) Tome 16
17. 1 2   (ja) Tome 17
18. 1 2   (ja) Tome 18
19. 1 2   (ja) Tome 19
20. 1 2   (ja) Tome 20
21. 1 2   (ja) Tome 21
22. 1 2   (ja) Tome 22
23. 1 2   (ja) Tome 23
24. 1 2   (ja) Tome 24
25. 1 2   (ja) Tome 25
26. 1 2   (ja) Tome 26
27. 1 2   (ja) Tome 27
28. 1 2   (ja) Tome 28

Sword Art Online: Progressive
1. 1 2   (ja) Tome 1
2. 1 2   (ja) Tome 2
3. 1 2   (ja) Tome 3
4. 1 2   (ja) Tome 4
5. 1 2   (ja) Tome 5
6. 1 2   (ja) Tome 6
7. 1 2   (ja) Tome 7
8. 1 2   (ja) Tome 8
9. 1 2   (ja) Tome 9

Sword Art Online Alternative: Gun Gale Online
1. 1 2   (ja) Tome 1
2. 1 2   (ja) Tome 2
3. 1 2   (ja) Tome 3
4. 1 2   (ja) Tome 4
5. 1 2   (ja) Tome 5
6. 1 2   (ja) Tome 6
7. 1 2   (ja) Tome 7
8. 1 2   (ja) Tome 8
9. 1 2   (ja) Tome 9
10. 1 2   (ja) Tome 10
11. 1 2   (ja) Tome 11
12. 1 2   (ja) Tome 12
13. 1 2   (ja) Tome 13
14. 1 2   (ja) Tome 14

Sword Art Online Alternative: Clover's Regret
1. 1 2   (ja) Tome 1
2. 1 2   (ja) Tome 2
3. 1 2   (ja) Tome 3

Sword Art Online Alternative: Gourmet Seekers
1. 1 2   (ja) Tome 1
2. 1 2   (ja) Tome 2

Sword Art Online Alternative: Mystery Labyrinth
1. 1 2   (ja) Tome 1

Anthologies
1. 1 2   (ja) Tome 1

### Édition française
Sword Art Online
1. 1 2  Tome 1
2. 1 2  Tome 2
3. 1 2  Tome 3
4. 1 2  Tome 4
5. 1 2  Tome 5
6. 1 2  Tome 6
7. 1 2  Tome 7
8. 1 2  Tome 8
9. 1 2  Tome 9
10. 1 2  Tome 10
11. 1 2  Tome 11
12. 1 2  Tome 12
13. ↑  Tome 13

Sword Art Online Progressive
1. 1 2  Tome 1
2. 1 2  Tome 2
3. 1 2  Tome 3
4. 1 2  Tome 4
5. 1 2  Tome 5
6. 1 2  Tome 6
7. 1 2  Tome 7